# Zabytki języka polskiego
Zabytki języka polskiego – zespół kilkudziesięciu najdawniejszych tekstów w języku polskim, które powstały w średniowieczu. Dla badań z zakresu historii języka polskiego istotne są także zapisy polskich słów w łacińskich tekstach z okresu polszczyzny przedpiśmiennej, aczkolwiek nie są one zabytkami języka polskiego sensu stricto.

## Rozwój piśmiennictwa w języku polskim

### Rola łaciny w rozwoju polszczyzny
Przyjmuje się, że pismo przyszło do Polski w X wieku wraz z chrztem Mieszka I i przybyciem duchownych dysponujących umiejętnością pisania. Ówczesne polskie elity przyjęły chrześcijaństwo w obrządku łacińskim, a tym samym do Polski trafił alfabet łaciński, zaś łacina stała się na wiele wieków głównym językiem piśmiennictwa polskiego. Z czasem alfabet łaciński przystosowano do oddawania zasobu fonetycznego języka polskiego, aczkolwiek proces ten napotykał trudności. Dawniej wysuwano też hipotezę, że przed chrystianizacją istniało słowiańskie pismo runiczne, hipoteza ta nie uzyskała jednak naukowego potwierdzenia.
Nie jest jednoznaczne, na ile dominacja łaciny hamowała, a na ile stymulowała rozwój piśmiennictwa w języku polskim. Z jednej strony łacina, jako wysoce rozwinięty język, stała się językiem warstw wykształconych, stosowanym w liturgii, piśmiennictwie artystycznym i naukowym, hamując w tych zakresach rozwój języka polskiego. Dopiero w czasach odrodzenia w XVI wieku polszczyzna przełamała hegemonię łaciny w literaturze pięknej i publicystyce, zaś w literaturze naukowej proces ten dokonał się dopiero w epoce oświecenia w XVIII wieku. Brak wczesnego piśmiennictwa w języku polskim wynikał również z tego, że mniej więcej do połowy XII w. wśród osób posługujących się w Polsce pismem dominowali duchowni obcego pochodzenia.
Z drugiej strony niezrozumiałość łaciny dla szerokich kręgów społeczeństwa polskiego stymulowała rozwój polskiego języka literackiego. W krajach słowiańskich, które przyjęły prawosławie, literatura w języku słowiańskim rozwijała się wcześniej niż w Polsce, ale nie był to język oparty na miejscowym dialekcie, lecz język staro-cerkiewno-słowiański i jego regionalne kontynuacje, gdyż był wystarczająco zrozumiały. I tak, podczas gdy polski język literacki narodził się na przełomie XIV i XV wieku, to literacki język rosyjski rozwinął się dopiero w wieku XVIII. Dzięki łacinie poszerzał się zasób językowy polszczyzny (zwłaszcza słownictwo i frazeologia); stanowiła też ona wzór, dzięki któremu język polski, służący wcześniej opisywaniu spraw codziennych, mógł wyrażać bardziej złożone treści intelektualne i emocjonalne. Łacina dostarczała także polszczyźnie literackiej wzorów stylistycznych, genologicznych i wersyfikacyjnych.

### Dorobek
Okres rozwoju polszczyzny, przypadający na średniowiecze (od X w. do przełomu XV/XVI) nazywany jest językiem staropolskim (pojęcie język staropolski należy jednak odróżnić od określenia literatura staropolska, obejmującego średniowiecze, renesans i barok). Zachowany do dzisiaj dorobek piśmiennictwa w języku polskim pierwszych wieków jego rozwoju jest skromny i nieproporcjonalnie mały do czasu jego trwania (pięć wieków, czyli około połowy całej historii polszczyzny). Średniowieczna twórczość w języku polskim była z pewnością o wiele bogatsza, trudno jednak określić jej zakres, gdyż zachowały się tylko nieliczne przekazy. Wzmianki w zachowanych dziełach świadczą, że utworów w języku polskim istniało więcej, np. Jan Długosz wspominał w swoich Rocznikach, że jeszcze w jego czasach wykonywano pieśni o zwycięstwie pod Zawichostem, opiewające bitwę pod Zawichostem z 1205, zaś wzmianka w żywocie św. Kingi sugeruje, że już pod koniec XIII w. mógł istnieć przekład psalmów na język polski nazywany hipotetycznie Psałterzem św. Kingi.
Nie są znane żadne teksty w języku polskim z wieków X–XII. Zachowały się nieliczne utwory polskojęzyczne z wieku XIII i XIV (m.in. Bogurodzica, Kazania świętokrzyskie, Psałterz floriański). Silniejszy rozwój twórczości w języku polskim nastąpił dopiero w wieku XV.
Za zabytki piśmiennictwa okresu staropolskiego (średniowiecze) uznawanych jest kilkadziesiąt pozycji, z których najważniejsze to: Bulla gnieźnieńska, Księga henrykowska, Bogurodzica, Kazania świętokrzyskie, Psałterz floriański, roty sądowe, Kazania gnieźnieńskie, wiersz O zachowaniu się przy stole, list miłosny Służba ma naprzod ustawiczna, Traktat o ortografii Jakuba Parkoszowica, Kodeks Świętosławowy, Żywot świętego Błażeja, Biblia królowej Zofii, Legenda o świętym Aleksym, Lament świętokrzyski, Pieśń o zabiciu Andrzeja Tęczyńskiego, Rozmowa Mistrza Polikarpa ze Śmiercią, Rozmyślanie przemyskie, Psałterz puławski.

## Nazwy własne i pojedyncze słowa
Najstarsze teksty powstałe w Polsce lub Polski dotyczące pisane były po łacinie, jednak nie mogły uniknąć elementów polszczyzny, gdy dotyczyły miejscowych realiów. Najwcześniej zaświadczonymi więc w piśmie polskimi wyrazami są nazwy własne (nazwy plemion, rzek, grodów, imiona). Niekiedy pojawiały się one w zlatynizowanej formie (np. Boleslaus, Cracovia), można jednak odtworzyć z nich polską formę, zwłaszcza gdy latynizacja polegała tylko na dodaniu łacińskiej końcówki.

### Źródła obce
- Geograf Bawarski (IX wiek) – anonimowy wykaz plemion słowiańskich zamieszkujących na północ od Dunaju i na wschód od Łaby, wymienionych jest w nim kilka nazw plemion polskich[23]. Nazwy przekazane są w formie zniekształconej, można jednak rozpoznać w nich nazwy słowiańskie (aczkolwiek badacze nie są zgodni co do odczytu): Glopeani (Goplanie), Lendizi (Lędzianie), Uuislane (Wiślanie), Sleenzane (Ślężanie), Dadosesani (Dziadoszanie), Uerizane (Wiercanie, Wierzyczanie), Opolini (Opolanie)[25].
- Kronika Thietmara (początek XI wieku) – zawiera zniekształcone nazwy plemion (Dziadoszycy, Ślężanie), grodów (Głogów, Krosno, Niemcza, Wrocław) i rzek (Odra, Bóbr), a także imiona Mieszko (Miseconis) i Bolesław (Bolizlavus) oraz nazwy Polski (Polenia) i Polaków[23][1].

### Źródła polskie
- Dagome iudex[23]
- Kronika Galla Anonima (ok. 1113–1116) – nazwy osobowe i miejscowe[26]
- Bulla gnieźnieńska[26]
- Bulla wrocławska (1155) – około 80 nazw miejscowych i osobowych ze Śląska[26]
- Kronika Wincentego Kadłubka (przełom XII/XIII w.) – nazwy osobowe i miejscowe[26]
- Przywilej trzebnicki (1204) – około 230 nazw osobowych[26]
- nekrologi klasztorne Liber fraternitatis Lubinensis (XII w.) i Nekrolog premonstratensów (XIII w.) – imiona zmarłych zakonników[26]

## Zdania

### Zdanie henrykowskie

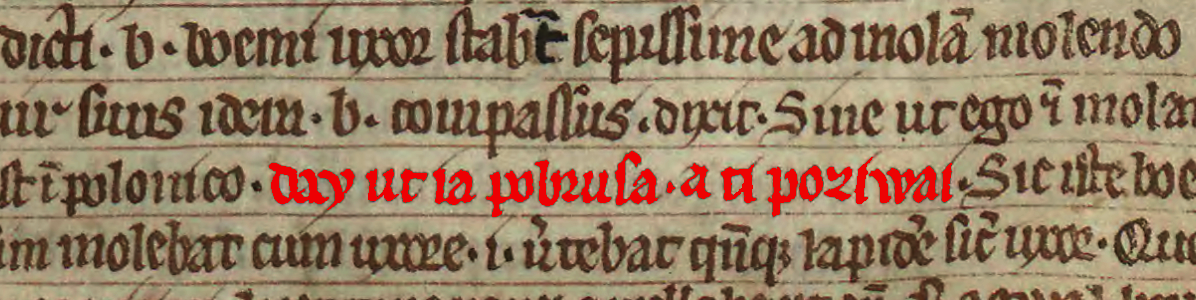
Zdanie zapisane w języku polskim w Księdze henrykowskiej

Jako najstarsze znane zdanie zapisane w języku polskim jest zwykle przytaczane zdanie z Księgi henrykowskiej. Zwrot Day, ut ia pobrusa, a ti poziwai zapisano w 1270 roku we Wrocławiu na karcie 24. Księgi henrykowskiej. W latach 2014–2015 Księga henrykowska, wraz z zawartym w nim zdaniem w języku polskim, została wpisana na listę UNESCO Pamięć Świata.

### Inne zapisy zdań
Zdania legnickie
W latach 1455–80 w Rocznikach, czyli kronikach sławnego Królestwa Polskiego spisanych przez Jana Długosza przytoczone zostały tzw. zdania legnickie: „Byegaycze, byegaycze! (...) Gorze szą nam stalo!”.  Miały one pochodzić z zaginionej Kroniki Wincentego z Kielczy, napisanej tuż po 1260. Byłyby więc kilka lat starsze niż zdanie henrykowskie, jednak ich oryginalny przekaz nie zachował się. Jednak autentyczność zdań przytoczonych przez Długosza budzi wśród naukowców kontrowersje, w przeciwieństwie do zdania z Księgi henrykowskiej.
Bogurodzica
Inne zagadnienie wiąże się z rozbieżnym datowaniem dwóch najstarszych zwrotek Bogurodzicy, których czas powstania umieszczany jest od XI do końca XIV wieku. Przy wczesnym datowaniu Bogurodzicy to wersy tej pieśni stają się najstarszymi znanymi zdaniami polskimi. Jednak niezależnie od faktycznej daty powstania Bogurodzicy jej najstarszy zachowany zapis pochodzi dopiero z 1407.

## Teksty ciągłe

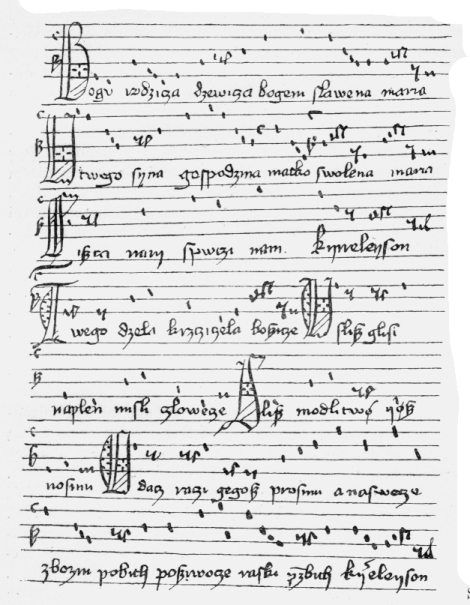
Bogurodzica, rękopis z 1407

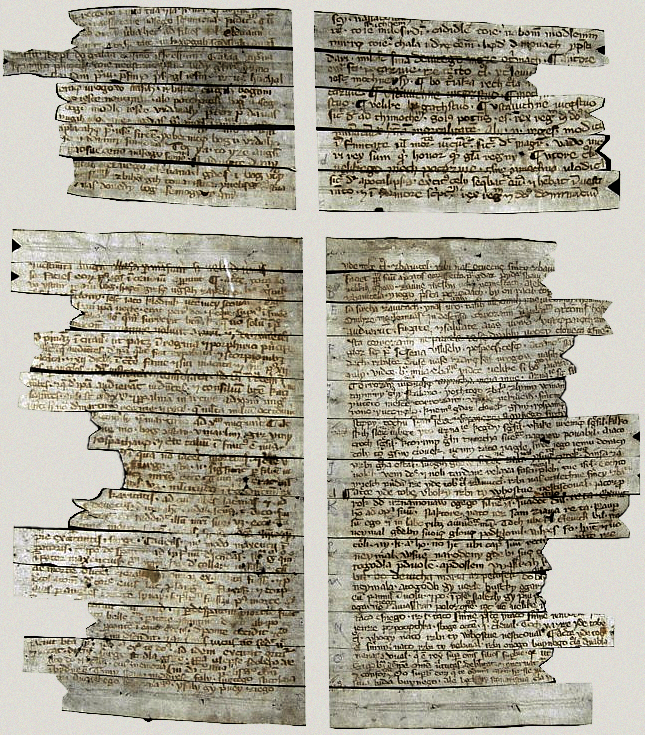
Manuskrypt Kazań świętokrzyskich

Psałterz floriański, karta 3 recto

### Bogurodzica
Za najstarszy znany utwór literacki w języku polskim uznawane są dwie pierwsze zwrotki pieśni Bogurodzica. Wśród badaczy panują jednak duże rozbieżności, kiedy dokładnie powstała ta pieśń – data jej powstania umieszczana jest od XI do końca XIV wieku. Najstarsze znane przekazy Bogurodzicy są późne i pochodzą dopiero z początku XV wieku – przekaz kcyński, datowany po 1407, i przekaz krakowski, datowany po 1408. Język Bogurodzicy był archaiczny już w czasie dokonania najstarszych zapisów, gdyż inne zabytki języka polskiego z tego okresu nie zawierają takich archaizmów, jak bogurodzica, bożycze, dziela.

### Kazania świętokrzyskie
Fragmenty Kazań świętokrzyskich zachowały się na paskach pergaminu użytych w 1. połowie XV w. do umocnienia okładki innego kodeksu. Odkrył je w 1890 Aleksander Brückner. Na paskach znajdowały fragmenty sześciu kazań, w tym tylko jedno w całości (na dzień św. Katarzyny).
Zdaniem Wiesława Wydry rękopis kazań powstał prawdopodobnie w połowie XIV w., mógł być jednak kopią wcześniejszego oryginału z przełomu XIII i XIV wieku. Tekst kazań zawiera wiele archaicznych form językowych, z których część nie jest poświadczona w innych zabytkach polszczyzny. Przykładowe archaizmy to imperfekt i aoryst (widziech, siedziesze), zaimki typu togo, tomu, przymiotniki w odmianie prostej (Boga miła ’Boga miłego’), archaizmy leksykalne (wrzemię ’czas’). Występuje też w nich nagromadzenie rzeczowników abstrakcyjnych (krolewanie, modlenie, skroszenie, bostwo). Bogaty język kazań (zdania wielokrotnie złożone, rytmizacja, paralelizmy składniowe) sugeruje, że były one skierowanie do wykształconych słuchaczy. Cechy języka kazań wskazują, że mogły one powstać w północnej Małopolsce.

### Psałterz floriański
Psałterz floriański jest pierwszym zachowanym przekładem psałterza na język polski. Jest to także najobszerniejszy i najważniejszy językowo oraz literacko zabytek polszczyzny przełomu XIV i XV wieku. Prace nad psałterzem zostały prawdopodobnie podjęte w 1398, przerwane w 1399 w związku ze śmiercią królowej Jadwigi, a następnie kontynuowane w pierwszej ćwierci XV wieku. Kodeks z psałterzem spisany jest staranną minuskułą gotycką oraz ozdobiony wieloma kolorowymi i złoconymi iluminacjami. Oprócz przekładu na polski psałterz zawiera również psalmy w języku łacińskim i niemieckim.
Język polskiego przekładu zawiera liczne archaizmy, co sugeruje, że twórca Psałterza floriańskiego mógł wykorzystywać wcześniejsze tłumaczenie. Mógł to być hipotetyczny przekład z końca XIII w. nazywany Psałterzem św. Kingi albo jakiś przekład czeski, o czym świadczyłyby bohemizmy. Słownictwo psałterza jest bogate, nasycone metaforami i porównaniami. Język nosi cechy dialektu małopolskiego.

### Roty sądowe
Roty sądowe, czyli formuły przysiąg sądowych, spisywane były od końca XIV wieku. Teksty przysiąg po polsku, składanych przez świadków, czasami z krótką relacją na temat wydarzenia, umieszczano w treści akt sądowych sporządzanych po łacinie. Najstarsze znane teksty rot pochodzą z ksiąg wielkopolskich (1386) i małopolskich (1394). Większa liczba rot pochodzi z wieku XV. Zapisy przysiąg i zeznań świadków bliskie były językowi potocznemu i mówionemu, dlatego stanowią cenny materiał do badań dialektologicznych i zróżnicowania regionalnego ówczesnej polszczyzny. Dodatkowo są to teksty ściśle datowane i lokalizowane geograficznie. Mimo że pojedyncze roty były krótkie (zwykle jednozdaniowe), to w sumie składają się na materiał językowy o ogromnej objętości (np. zbiór rot z sześciu powiatów sądowych w Wielkopolsce liczy ponad 6 tys. pozycji).

### O zachowaniu się przy stole
Oryginalny tytuł wiersza O zachowaniu się przy stole nie jest znany – w opracowaniach utwór ten występuje pod kilkoma określeniami. Autorstwo wiersza nie jest pewne, aczkolwiek na podstawie fragmentu „Słota, grzeszny sługa twoj” przypisywany jest Przecławowi Słocie. Wiersz ten jest najstarszym znanym świeckim utworem poetyckim w języku polskim i pierwszym podpisanym mianem autora. Utwór mógł powstać w ostatnich latach XIV w. lub pierwszym dziesięcioleciu XV w., natomiast zapis pochodzi z kodeksu sporządzonego w latach 1413–1415. Poemat, liczący 114 wersów, zachęca do przestrzegania norm kultury wysokiej podczas dworskiego biesiadowania, zawiera wykład zasad zachowania się przy stole, a także pochwałę pań i panien. Napisany jest stylem dość prostym, zawiera jednak elementy zwiększające ekspresję i barwność wypowiedzi.

### Kazania gnieźnieńskie
Kazania gnieźnieńskie to zbiór dziesięciu kazań po polsku umieszczonych wśród kazań łacińskich. Kazania zostały wpisane do kodeksu po 1409. Niektóre z nich stanowią tłumaczenie kazań Peregryna z Opola. Dodatkowo przy łacińskich kazaniach umieszczone są polskie glosy. Przeznaczone były dla niewykształconych słuchaczy, co sugeruje ich prosty język. Cechy językowe kazań wskazują na ich wielkopolskie pochodzenie. Jednak sam kodeks powstał na terenie diecezji krakowskiej. Możliwe, że ich autorem był pochodzący z Wielkopolski Łukasz z Wielkiego Koźmina.

## Chronologia
Poniższa tabela przedstawia zarówno teksty w języku obcym (zwykle po łacinie), zawierające słowa lub zdania po polsku, jak i właściwe zabytki polszczyzny, czyli zwarte teksty napisane po polsku. Datowanie części zabytków jest niepewne, przyjęto więc w tabeli jako główne powszechniej przyjmowane datowanie. Więcej o ewentualnych rozbieżnościach w datowaniu można przeczytać w hasłach o poszczególnych tekstach. Tabela nie zawiera wszystkich średniowiecznych dokumentów, w których pojawiły się polskie słowa, ani wszystkich średniowiecznych utworów w języku polskim. Przedstawia ważniejsze pozycje, omawiane szczegółowiej w opracowaniach naukowych.
| Wiek                | Zabytki językowe                                                                        |
| ------------------- | --------------------------------------------------------------------------------------- |
| IX w.               | - Geograf Bawarski (łac.)                                                               |
| X w.                | - Dagome iudex (łac.)                                                                   |
| XI w.               | - Kronika Thietmara (łac.) - dzieła Brunona z Kwerfurtu (łac.)                          |
| XII w.              | - Kronika Galla Anonima (łac.) - Bulla gnieźnieńska (łac.)                              |
| XIII w.             | - Bogurodzica (możliwe też datowanie na XI, XII lub XIV w.) - Księga henrykowska (łac.) |
| przełom XIII/XIV w. | - Kazania świętokrzyskie (możliwe też datowanie na połowę XIV w.)                       |
| przełom XIV/XV w.   | - Psałterz floriański - roty sądowe - O zachowaniu się przy stole                       |
| XV w.               | - Kazania gnieźnieńskie - Kodeks Świętosławowy                                          |

### Opracowania ogólne
- Krystyna Długosz-Kurczabowa, Stanisław Dubisz: Gramatyka historyczna języka polskiego. Warszawa: Wydawnictwa Uniwersytetu Warszawskiego, 2006. ISBN 83-235-0118-1.
- Zenon Klemensiewicz: Historia języka polskiego. Warszawa: Państwowe Wydawnictwo Naukowe, 1976.
- Mirosław Korolko: Wstęp. W: Średniowieczna pieśń religijna polska. Wrocław, Warszawa, Kraków, Gdańsk: Zakład Narodowy im. Ossolińskich, 1980. ISBN 83-04-00737-1.
- Teresa Michałowska: Średniowiecze. Warszawa: Wydawnictwo Naukowe PWN, 1995. ISBN 83-01-11452-5.
- Teresa Michałowska: Literatura polskiego średniowiecza. Warszawa: Wydawnictwo Naukowe PWN, 2011. ISBN 978-83-01-16675-5.
- Piśmiennictwo czasów Bolesława Chrobrego. Jadwiga Karwasińska (wstęp i koment.), Kazimierz Abgarowicz (przetł. z łac.). Warszawa: Państwowe Wydawnictwo Naukowe, 1966.
- Cezary K. Święcki: Kultura piśmienna w Polsce średniowiecznej X–XII wiek. Warszawa: Wydawnictwa Uniwersytetu Warszawskiego, 2010. ISBN 978-83-235-0737-6.
- Bogdan Walczak: Zarys dziejów języka polskiego. Wrocław: Wydawnictwo Uniwersytetu Wrocławskiego, 1999. ISBN 83-229-1867-4.
- Aleksander Wilkoń: Dzieje języka artystycznego w Polsce. Średniowiecze. Katowice: Wydawnictwo Uniwersytetu Śląskiego, 2004. ISBN 83-226-1383-0.
- Tadeusz Witczak: Literatura Średniowiecza. Warszawa: Państwowe Wydawnictwo Naukowe, 1990. ISSN 83-01-09688-8.
- Maciej Włodarski: Wstęp. W: Polska poezja świecka XV wieku. Wrocław-Kraków: Zakład Narodowy im. Ossolińskich, 1997. ISBN 83-04-04378-5.
- Wiesław Wydra, Wojciech Ryszard Rzepka: Chrestomatia staropolska. Teksty do roku 1543. Wrocław: Zakład Narodowy im. Ossolińskich, 1984. ISBN 83-04-01568-4.

### Opracowania szczegółowe
- Michał Łuczyński. „Geograf Bawarski" — nowe odczytania. „Polonica”. 37, s. 67–89, 2017.
- Józef Matuszewski: Najstarsze polskie zdanie prozaiczne. W: Józef Matuszewski: Pisma wybrane. Tom V. Łódź: Wydawnictwo Uniwersytetu Łódzkiego, 2002, s. 377–385. ISBN 83-7171-516-1.